# أدييان سومان
اذيان سومان (من مواليد 13 يناير 1988) هو ممثل ومغني هندي ظهر في أفلام باللغة الهندية.    ظهر لأول مرة في عام 2008 مع </link> . فيلمه الثاني كان ذا ميستر رايز مستمير وكان شبه ناجح. تم الإشادة بسومان لأدائه في فيلم موكيش بهات عام 2009 حاشين .
ولدت سومان في مومباي ممثل لبوليود شيخار سومان وألكا سومان. وكان أخاه الكبير عيوش مات سنة1994  كشف والده علنًا أن Adhyanan مر بمرحلة الاكتئاب وكان لديه أفكار انتحارية لأن بوليوود خلقت له الكثير من العقبات. 
اكتشاف انفصال سومان على الممثلة الشهيرة على بروكسي في 11مارس 2021 الشهيرة في Splitsvilla 11 بعد علاقة استمرت عامين.  